# Clarke Abel
Pour les articles homonymes, voir Abel (homonymie).
Clarke Abel est un chirurgien et un naturaliste britannique, né le 5 septembre 1780 et mort à Cawnpore le 24 novembre 1826.

## Biographie
Il fait des études de médecine et embarque en 1816 à bord de l’H.M.S. Alceste avec la mission diplomatique de Lord Amherst. Il arrive en Chine où il constitue une importante collection d’histoire naturelle mais celle-ci est presque entièrement perdue lors d’un naufrage le 18 février 1817 en passant le détroit de Gaspar, entre les îles Bangka et Belitung. Abel offre la petite fraction qu’il peut sauver à Sir George Thomas Staunton (1781-1859) en 1816. Les plantes qu’il récolte sont étudiées par Robert Brown (1773-1858) qui lui dédie le genre Abelia de la famille des Caprifoliaceae en 1818.
Il séjourne et étudie la faune, la flore et la géologie de l’Afrique du Sud. Il devient membre de la Royal Society en mars 1819, de la Linnean Society of London, de la Geological Society of London ainsi que de diverses autres sociétés savantes. Il fait paraître en 1818 Narrative of a Journey in the Interior of China, 1816-1817.
Abel est le premier scientifique occidental à signaler la présence de l'orang-outan sur l'île de Sumatra : l'orang-outan de Sumatra Pongo abelii (Lesson 1827) porte son nom. Il est resté le chirurgien en chef de Lord Amherst lorsque le comte a été nommé Gouverneur général des Indes en août 1823. 
Abel est mort à Kanpur, en Inde, le 24 novembre 1826, à l'âge de 46 ans.